# سوفی گیلمان
سوفی گیلمان (فرانسوی: Sophie Guillemin‎) هنرپیشه فرانسوی است. از فیلم‌هایش می‌توان ملال و هری، او برای کمک اینجاست را نام برد.

## فیلم‌ها
- ۲۰۱۰ - بعدازظهر من با مارگاریت
- ۲۰۰۳ - دوستم دارد… دوستم ندارد
- ۲۰۰۰ - هری، او برای کمک اینجاست
- ۱۹۹۸ - ملال